# 항상소득 가설
항상소득이론은 개인이 소비를 비교적 일정하게 유지하고 싶어하므로 항상소득이 현재소비에 큰 영향을 준다는 이론을 말한다. 개인의 소득은 항상소득(permanent income)과 일시소득(transitory income)으로 이루어지는데, 일시적 세금감면 및 환급은 현재소비에 큰 영향을 주지 못하는 것으로 알려져 있다. 이 이론을 현실 경제에 풀어보면, 비 정규직 보다는 정규직이, 노인층 보다는 청년층이, 자산가들 보다는 급여 생활자의 소비 성향 (절대 소비액이 아닌 소득 대비 소비액)이 높다는 것을 알 수 있다. 항상소득은 근로자 개인의 인적자산과 비인적 자산을 가지고 추정된다. 인적자산은 근로자 개인이 가지고 있는 학력, 경력, 나이 등 근로자가 가진 속성이고, 비인적자산은 근로자 개인이 소유한 부동산, 동산, 임차보증금, 부채 등으로 구성된다. 따라서 보유한 자산에서 부채를 상각하면 순자산이 된다.

## 같이 보기
- 생애주기가설